# تپه قلعه دکین
تپه قلعه دکین مربوط به دوره سلجوقیان است و در شهرستان شهریار، بخش ملارد، روستای دکین واقع شده و این اثر در تاریخ ۱۱ شهریور ۱۳۸۲ با شمارهٔ ثبت ۹۹۰۳ به‌عنوان یکی از آثار ملی ایران به ثبت رسیده است.